# 土岐津町
土岐津町（ときつちょう）は、岐阜県土岐郡にあった町である。1955年2月1日に笠原町を除く土岐郡の8町村が合併し土岐市となる。現在の土岐市土岐津町地区。

## 地理
- 河川: 土岐川、妻木川

## 歴史

### 沿革
- 1889年（明治22年）11月15日 - 土岐口村・高山村が合併し、土岐津町が成立。
- 1955年（昭和30年）2月1日 - 鶴里村・泉町・駄知町・下石町・妻木町・肥田村・曽木村と合併し土岐市となる。

土岐市への合併の経緯は、土岐市の合併の経過を参照

## 教育

### 高等学校
- 岐阜県立土岐商業高等学校

### 中学校
- 町立土岐津中学校

### 小学校
- 町立土岐津小学校

## 交通
- 東濃鉄道駄知線（1974年、廃止）
  - 神明口駅 - 土岐口駅

※土岐津駅は、土岐津町ではなくて泉町にあった。

## 名所・旧跡
- 美濃の壺石

## 出身有名人
- 田中邦衛（俳優）